# Filarum
Filarum é um género botânico da família das aráceas.

## Espécies
- Filorum manserichense